# Municipio de Jesenice
Jesenice es un municipio de Eslovenia, situado en el noroeste del país. Su capital es Jesenice.
En 2018 tiene 20 759 habitantes.
El municipio comprende las localidades de Blejska Dobrava, Hrušica, Javorniški Rovt, Jesenice (la capital), Kočna, Koroška Bela, Lipce, Planina pod Golico, Plavški Rovt, Podkočna, Potoki, Prihodi y Slovenski Javornik.
Se ubica en un valle de la región histórica de Carniola, fronterizo al norte con Austria por las montañas Karavanke y limitado al sur por el monte Mežakla.